# Кристал-Гілл (Вірджинія)
Кристал-Гілл — це невключена громада в окрузі Галіфакс, Вірджинія, США. Невключена територія Кристал-Гілл розташована на 626-й магістралі штату, 10.1 км на північ від Галіфакса. Кристал-Гілл має поштове відділення із ZIP-кодом 24539, яке відкрилося 6 березня 1879 року.